# مستشفى كلية الطب في جامعة بزم عالم الوقفية
مستشفى كلية الطب في جامعة بزم عالم الوقفية (بالتركية: Bezmiâlem Vakıf Üniversitesi Tıp Fakültesi Hastanesi)‏ هي إحدى مشافي إسطنبول. تقع في جادَّة الوطن بمنطقة الفاتح، وتتبع المُديريَّة العامَّة للمؤسسات.
تأسست هذه المُستشفى على يد بُزم عالم سُلطان، والدة السُلطان عبد المجيد الأوَّل، وأوقفته لخدمة الفُقراء والمساكين في العاصمة العُثمانيَّة حينذاك، واشتُهرت حينها بـ«مُستشفى وقف الغُرباء» (بالتركية: Gureba Hastanesi)‏.
بُدِّل اسمها من «مستشفى بُزم عالم والدة سُلطان وقف الغرباء للتدريب والأبحاث» (بالتركية: Bezm-i Alem Valide Sultan Vakıf Gureba Eğitim ve Araştırma Hastanesi)‏ سنة 2010م حينما تأسست «جامعة بُزم عالم الوقفيَّة»، وفي 24 تشرين الأوَّل (أكتوبر) 2024م ضُمَّت إلى كُليَّة الطب في الجامعة المذكورة.